# Karel ten Haaf
Karel ten Haaf (Bloemendaal, 9 januari 1962 - Groningen, 17 mei 2019) was een Groningse dichter en schrijver.
Hij volgde aan de Lorentz Scholengemeenschap te Haarlem de Atheneum A-opleiding (1974-1981). Hij studeerde vanaf 1981, met tussenpozen, Nederlandse taal- en letterkunde aan de Rijksuniversiteit Groningen. Deze opleiding rondde hij niet af. Van 1996-1998 was hij een presentator van het poëzieprogramma Nachtspraak in Groningen. In 1998 trok hij met andere kunstenaars door Mongolië. Hij deed van die reis verslag in het Nieuwsblad van het Noorden en in zijn roman Steppen zonder autoped.
Ten Haafs politieke werk verrichtte hij tot minstens 2002 als lid van de trotskistische Socialistische Arbeiderspartij (SAP, tegenwoordig Socialistisch Alternatieve Politiek). Tijdens de opkomst van Pim Fortuyn richtte hij mede het Groningse Comité Stop Fortuyn op. Later stapte Ten Haaf over naar Offensief, een trotskistische tendens binnen de SP. In 2006 stond hij op de kieslijst voor de SP in de gemeente Groningen (op een normaliter onverkiesbare plek) en later in dat jaar was hij enige tijd bestuurslid van de lokale partijafdeling.
Hij schreef regelmatig columns op het literaire weblog Tzum. Zijn laatste bundel, Nilfisk, verscheen in 2018.
Ten Haaf werd ziek en bracht het laatste deel van zijn leven door in een hospice in Groningen, waar hij overleed op 57-jarige leeftijd.
- Bibliothèque nationale de France: cb16268914p (data)
- Digitale Bibliotheek voor de Nederlandse Letteren: haaf003
- International Standard Name Identifier: 0000 0001 1874 7725
- Library of Congress Control Number: nb99078188
- Nederlandse Thesaurus van Auteursnamen: 072888989
- Virtual International Authority File: 33953926
- WorldCat: E39PBJc3KYy9xQDPYVBPxTYXVC